# Нојкирхен ворм Валд
Нојкирхен ворм Валд (њем. Neukirchen vorm Wald) општина је у њемачкој савезној држави Баварска. Једно је од 38 општинских средишта округа Пасау. Према процјени из 2010. у општини је живјело 2.715 становника. Посједује регионалну шифру (AGS) 9275135.

## Географски и демографски подаци
Нојкирхен ворм Валд се налази у савезној држави Баварска у округу Пасау. Општина се налази на надморској висини од 466 метара. Површина општине износи 24,3 km². У самом мјесту је, према процјени из 2010. године, живјело 2.715 становника. Просјечна густина становништва износи 112 становника/km².